# The Fratellis

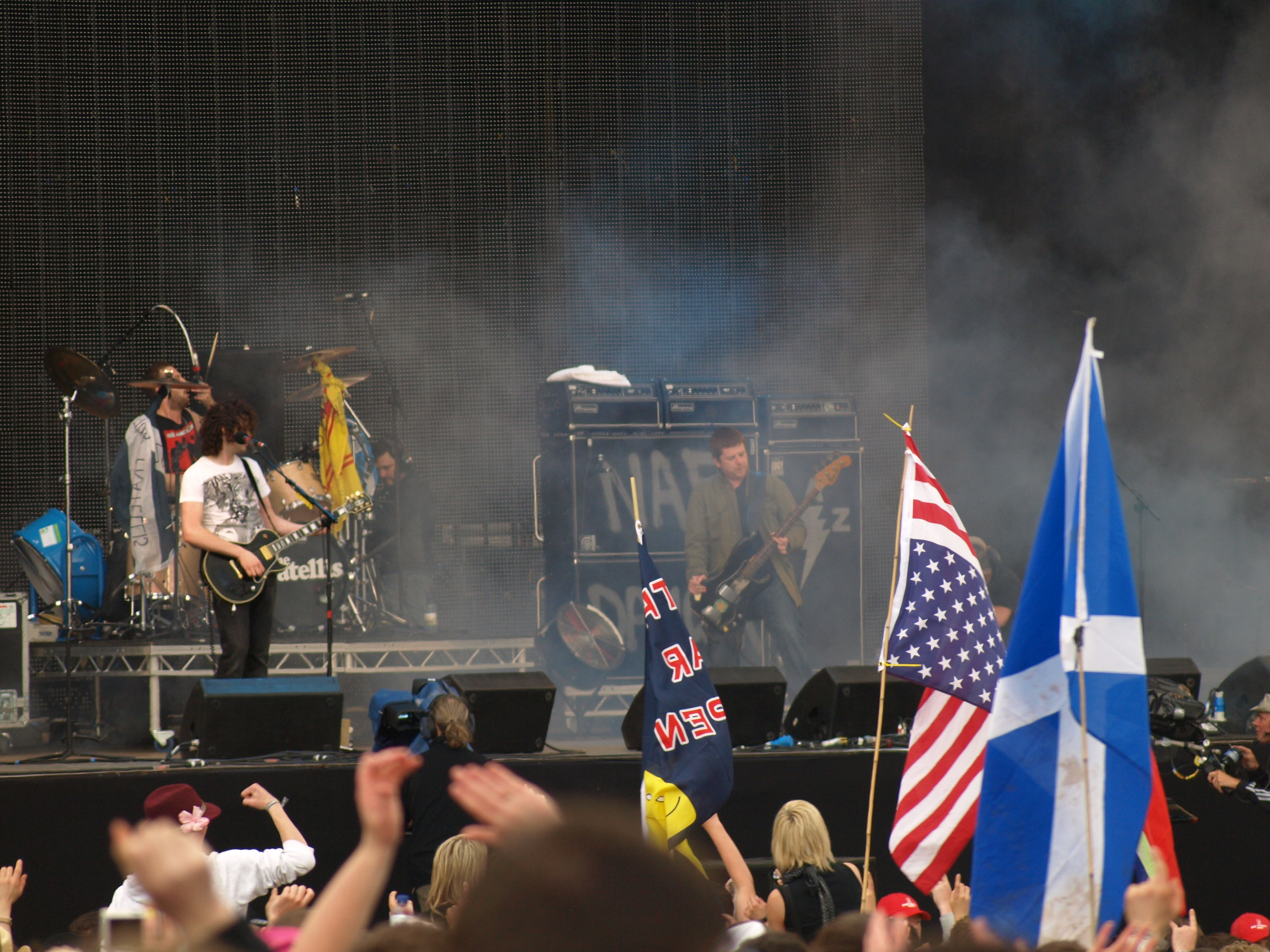
The Fratellis op T in the Park (2008)

The Fratellis is een Schotse alternatieve-rockband uit Glasgow.

## Biografie
The Fratellis werd opgericht in 2005. Volgens de Britse Top of the Pops is de band bij elkaar gekomen door advertenties te plaatsen in een plaatselijke platenwinkel.
The Fratellis hielden hun eerste optreden op 14 maart 2005 in de O'Henry's bar in Glasgow. Ondanks het kleine aantal optredens dat ze gaven, kreeg de groep toch al een behoorlijke schare fans.
De eerste ep, simpelweg The Fratellis getiteld, werd uitgebracht op 3 april 2006 en bevat drie nummers: Creeping up The backstairs, Stacie Anne en The Gutterati. Door de gelimiteerde oplage is dit een collector's item. De platen worden voor meer dan € 50 verkocht op eBay.
De eerste single, Henrietta, kwam uit op 12 juni 2006. In dezelfde maand was de groep te gast in Later with Jools Holland en in de Britse Top of the Pops. De single bereikte plaats 19 in de Britse hitlijsten.
Op 10 augustus 2006 wijdde de NME een twee pagina's groot artikel aan de band en verklaarde ze tot beste nieuwe band in Groot-Brittannië.
De tweede single, Chelsea Dagger, kwam uit op 28 augustus 2006 en behaalde de vijfde plaats in de Britse hitlijsten. Dit nummer werd ook een grote hit in Nederland, waar de populariteit ervan werd aangewakkerd door de Serious Request-actie van 3FM. Tijdens dit evenement werd Chelsea Dagger het meest aangevraagd en eindigde in de Top Serious Request op nummer 1. Tevens werd het nummer uitgeroepen tot 3FM Megahit.
Het eerste album van The Fratellis, Costello Music, verscheen op 11 september 2006. Het album ontving veel positieve reacties en kwam op nummer 2 binnen in de Britse albumlijst.
In 2008 won de band een European Border Breakers Award. De European Border Breakers Awards zijn prijzen die jaarlijks worden uitgereikt aan tien jonge veelbelovende Europese artiesten die het jaar ervoor succesvol buiten de eigen landsgrenzen debuteerden.
De band bestond in eerste instantie van 2005 tot 2009 en is in 2012 nieuw leven ingeblazen. In de tussenliggende periode heeft zanger/gitarist Jon Fratelli zijn eerste solo-album uitgebracht, Psycho Jukebox (2011). In 2019 verscheen zijn tweede album Bright night flowers. 
In 2014 trad de band op bij de Zwarte Cross.

### Bandnaam
Er zijn verschillende verhalen over de bandnaam. In eerste instantie werd gedacht dat de band uit broers bestond. Later werd gedacht dat ze de bandnaam uit de film The Goonies uit 1985 hadden gehaald (iets wat de band zelf ontkende bij de Jonathan Ross Show op de BBC). In een interview in de Britse krant The Sun zou de band hebben verklaard dat de naam afkomstig is van bassist Barry. Fratelli is de geboortenaam van zijn moeder en de andere bandleden hebben deze achternaam overgenomen als pseudoniem (Fratelli betekent 'broers' in het Italiaans).

## Bandleden
- Jon Fratelli (4 maart 1979), gitaar en zang
- Barry Fratelli (23 april 1979), basgitaar
- Mince Fratelli (16 mei 1983), drums, banjo en achtergrondzang

## Discografie

### Albums
| Album met eventuele hitnotering(en) in de Nederlandse Album Top 100 | Datum van verschijnen | Datum van binnenkomst | Hoogste positie | Aantal weken | Opmerkingen |
| ------------------------------------------------------------------- | --------------------- | --------------------- | --------------- | ------------ | ----------- |
| The Fratellis                                                       | 03-04-2006            | -                     |                 |              | ep          |
| Costello music                                                      | 11-09-2006            | 13-01-2007            | 13              | 18           |             |
| Here we stand                                                       | 09-06-2008            | 14-06-2008            | 75              | 1            |             |
| We need medicine                                                    | 07-10-2013            |                       |                 |              |             |

| Album met hitnotering(en) in de Vlaamse Ultratop 200 albums | Datum van verschijnen | Datum van binnenkomst | Hoogste positie | Aantal weken | Opmerkingen |
| ----------------------------------------------------------- | --------------------- | --------------------- | --------------- | ------------ | ----------- |
| Costello music                                              | 2006                  | 10-02-2007            | 89              | 2            |             |

### Singles
| Single met eventuele hitnotering(en) in de Nederlandse Top 40 | Datum van verschijnen | Datum van binnenkomst | Hoogste positie | Aantal weken | Opmerkingen                |
| ------------------------------------------------------------- | --------------------- | --------------------- | --------------- | ------------ | -------------------------- |
| Chelsea Dagger                                                | 2006                  | 27-01-2007            | 4               | 12           | Nr. 4 in de Single Top 100 |
| Henrietta                                                     | 2007                  | 31-03-2007            | tip13           | -            |                            |

| Single met hitnotering(en) in de Vlaamse Ultratop 50 | Datum van verschijnen | Datum van binnenkomst | Hoogste positie | Aantal weken | Opmerkingen |
| ---------------------------------------------------- | --------------------- | --------------------- | --------------- | ------------ | ----------- |
| Chelsea Dagger                                       | 2006                  | 18-11-2006            | tip13           | -            |             |

## Trivia
- De hit Chelsea Dagger werd gebruikt als soundtrack voor het Vlaamse VTM-programma Mijn Restaurant.
- Het refrein van Chelsea Dagger werd door DJ Jerome & DJ Gerrit in hun nummer Clap & Jump gecoverd.